# Oswal Álvarez
Oswal Andrés Álvarez Salazar (Maicao, Colombia; 11 de junio de 1992) es un futbolista colombiano. Juega de delantero en el CD Subirana de la Tercera División de Honduras.
Oswal Álvarez es un delantero tiene una gran habilidad con su pierna derecha, aunque sabe manejar la pierna zurda. Se caracteriza por su velocidad, regate, gran definición y remate de media distancia. Es comparado con el jugador argentino Sergio Agüero porque sus características de juego son parecidas.

## Trayectoria
Desde su niñez en Maicao, Oswal Álvarez se ha destacado por su gran habilidad y capacidad goleadora, lo que lo ha llevado a ser considerado una gran promesa colombiana. A la corta edad de 16 años, Oswal es incluido al primer equipo del Academia Fútbol Club que disputaba la Segunda División Colombiana.  

### Academia F.C.
En julio de 2011, Oswal Álvarez a la corta edad de 16 años, fue llamado al primer equipo del Academia F.C. para disputar la segunda división y la Copa Colombia. Oswal disputó 13 partidos en la segunda división colombiana y marcó 6 goles, siendo el segundo máximo goleador del equipo en el torneo. Después del gran torneo que hizo, se valió el apodo del "Búfalo de Maicao" por su fuerza y velocidad. Su más destaca actuación con la "naranja mecánica" fue el 22 de febrero de 2012 por la Copa Colombia, donde la Academia enfrentó a Millonarios (uno de los equipos grandes del fútbol colombiano), club al cual Oswal Álvarez le marca un doblete y además es elegido la figura del partido en una histórica goleada de su equipo por 5-2. Luego sus buenas actuaciones, varios clubes europeos mostraron interés por Oswal, tales como el Chelsea, Sporting de Portugal y el RSC Anderlecht de Bélgica. Finalmente Oswal Álvarez ficharía por el Anderlecht.

### RSC Anderlecht
En abril de 2012, Oswal Álvarez viajaría con su familia a Bruselas para unirse al Anderlecht por cinco temporadas. En su primera temporada en Bélgica, jugaría con las divisiones inferiores del Anderlecht. Luego de varias lesiones que le habían impedido debutar con el primer equipo finalmente, el 20 de diciembre de 2014, Oswal a sus 19 años debuta oficialmente con el primer equipo del Anderlecht ante el Waasland-Beveren entrando en el segundo tiempo. Su primer gol con el equipo belga en la Liga llegó el 18 de enero de 2015 ante el Lierse SK por la fecha 22, luego de ingresar al minuto 30 del segundo tiempo y marcar 4 minutos después.

## Selección nacional

### Selección Colombia Sub-17
Oswal Álvarez fue convocado por el cuerpo técnico de la Selección sub-17 de Colombia comandada por el entrenador Ramiro Viáfara Quintana para la gira de preparación en México, con el fin de prepararse para el Campeonato Sudamericano Sub-17 de 2011 que se disputó en Ecuador. El Búfalo de Maicao disputó 4 partidos con el seleccionado juvenil en el Torneo Internacional Ensenada 2010 y anotó un gol en la victoria 2-1 frente al Salvador.

## Clubes
| Club             | País     | Año         |
| ---------------- | -------- | ----------- |
| Academia F. C.   | Colombia | 2011-2012   |
| RSC Anderlecht   | Bélgica  | 2012- 2017  |
| Patriotas Boyacá | Colombia | 2017 - 2019 |
| Envigado F.C.    | Colombia | 2020        |
| C.D. Subirana    | Honduras | 2023 - Act. |

## Estadísticas
| Club                            | Div.          | Temporada     | Liga         | Liga         | Copa Nacional | Copa Nacional | Copa Internacional | Copa Internacional | Total | Total |
| Club                            | Div.          | Temporada     | Part.        | Goles        | Part.         | Goles         | Part.              | Goles              | Part. | Goles |
| ------------------------------- | ------------- | ------------- | ------------ | ------------ | ------------- | ------------- | ------------------ | ------------------ | ----- | ----- |
| Academia F. C. · Colombia       | 2.ª           | 2011          | 15           | 6            | 0             | 0             | Inexistentes       | Inexistentes       | 15    | 6     |
| Academia F. C. · Colombia       | 2.ª           | 2012          | 5            | 0            | 1             | 2             | Inexistentes       | Inexistentes       | 6     | 2     |
| Academia F. C. · Colombia       | Total club    | Total club    | 20           | 6            | 1             | 2             | 0                  | 0                  | 21    | 8     |
| RSC Anderlecht sub-19 · Bélgica | N.A           | 2012-13       | Inexistentes | Inexistentes | Inexistentes  | Inexistentes  | 3                  | 1                  | 3     | 1     |
| RSC Anderlecht sub-19 · Bélgica | Total club    | Total club    | 0            | 0            | 0             | 0             | 3                  | 1                  | 3     | 1     |
| RSC Anderlecht · Bélgica        | 1.ª           | 2013-14       | 0            | 0            | 0             | 0             | 0                  | 0                  | 0     | 0     |
| RSC Anderlecht · Bélgica        | 1.ª           | 2014-15       | 5            | 1            | 1             | 0             | 0                  | 0                  | 6     | 1     |
| RSC Anderlecht · Bélgica        | 1.ª           | 2015-16       | 0            | 0            | 0             | 0             | 0                  | 0                  | 0     | 0     |
| RSC Anderlecht · Bélgica        | 1.ª           | 2016-17       | 0            | 0            | 0             | 0             | 0                  | 0                  | 0     | 0     |
| RSC Anderlecht · Bélgica        | Total club    | Total club    | 5            | 1            | 1             | 0             | 0                  | 0                  | 6     | 1     |
| Patriotas Boyacá · Colombia     | 1.ª           | 2017          | 7            | 2            | Inexistentes  | Inexistentes  | Inexistentes       | Inexistentes       | 7     | 2     |
| Patriotas Boyacá · Colombia     | 1.ª           | 2018          | 6            | 1            | Inexistentes  | Inexistentes  | Inexistentes       | Inexistentes       | 6     | 1     |
| Patriotas Boyacá · Colombia     | 1.ª           | 2019          | 9            | 0            | 4             | 1             | Inexistentes       | Inexistentes       | 13    | 1     |
| Patriotas Boyacá · Colombia     | Total club    | Total club    | 22           | 3            | 4             | 1             | 0                  | 0                  | 26    | 4     |
| Envigado FC · Colombia          | 1.ª           | 2020          | 7            | 0            | 1             | 0             | Inexistentes       | Inexistentes       | 8     | 0     |
| Envigado FC · Colombia          | Total club    | Total club    | 7            | 0            | 1             | 0             | 0                  | 0                  | 8     | 0     |
| Total carrera                   | Total carrera | Total carrera | 74           | 10           | 7             | 3             | 3                  | 1                  | 84    | 14    |

## Palmarés

### Campeonatos nacionales
| Título           | Club           | País    | Año     |
| ---------------- | -------------- | ------- | ------- |
| Supercopa        | RSC Anderlecht | Bélgica | 2012    |
| Supercopa        | RSC Anderlecht | Bélgica | 2013    |
| Primera División | RSC Anderlecht | Bélgica | 2013-14 |
| Supercopa        | RSC Anderlecht | Bélgica | 2014    |
| Supercopa        | RSC Anderlecht | Bélgica | 2017    |